# Annie (película de 1999)
Annie es una película de televisión estadounidense de 1999 de comedia dramática musical producida y distribuida por Walt Disney Pictures, adaptada del musical de Broadway de 1977 del mismo nombre, que a su vez se basa en la tira cómica de 1924 Little Orphan Annie. Fue dirigida por Rob Marshall, y es el primer remake y la segunda adaptación cinematográfica del musical después de la película de 1982 homónima.

## Trama
En 1933, durante la Gran Depresión, Annie Bennett, de once años, fue abandonada en el anexo de Niñas del Orfanato Municipal de Nueva York cuando era una bebé. Las únicas dos cosas que tenía de su familia biológica eran la mitad de un relicario en forma de corazón con un agujero para la llave, así como una nota de sus padres, que decía que volverían por ella. El orfanato está dirigido por la tiránica señorita Hannigan, que mata de hambre a las huérfanas y las obliga a realizar trabajos infantiles para ayudarlas a ganar experiencia laboral hasta que las libera dándoles varios trabajos en la ciudad cuando llegan a la edad adulta. En medio de la noche, después de cansarse de esperar a sus padres, Annie intenta escapar para encontrarlos, pero es atrapada por la señorita Hannigan en el proceso. Más tarde, cuando se distrae, Annie se esconde en el cesto de ropa sucia y finalmente logra escapar.
Mientras está sola, Annie se hace amiga de un perro, al que llama Sandy. Pero el teniente Ward, un oficial de policía, la atrapa y la devuelve al orfanato, donde la señorita Hannigan castiga a Annie con tareas extra. Cuando el multimillonario Daddy Warbucks decide acoger a un huérfano para Navidad, su secretaria Grace Farrell elige a Annie. Annie y Sandy son llevados a su rica finca y disfrutan de una vida de lujo.
Aunque al principio Annie se siente incómoda, Daddy Warbucks pronto queda encantado con ella. Quiere desesperadamente adoptar a Annie, pero Annie todavía quiere encontrar a sus verdaderos padres, por lo que anuncia en la radio una recompensa de cincuenta mil dólares para quien pueda encontrar o probar que son sus padres. Las huérfanas se lo dicen accidentalmente a la señorita Hannigan, lo que hace que contrate a su hermano menor, el estafador Rooster, y a su tonta novia, Lily St. Regis, para obtener la recompensa haciéndose pasar por Ralph y Shirley Mudge y pretendiendo recuperar y traer de vuelta a Annie para matarla.
Lily se queda con las huérfanas después de que la señorita Hannigan y Rooster se van, pero accidentalmente cuenta el secreto. Las huérfanas le hacen contarles lo que está pasando, y ella se da cuenta de que Rooster podría dejarla colgada como lo ha hecho antes en el pasado. Lily y las huérfanas llegan a la mansión de Warbucks, donde la mujer exige su parte en el corte mientras las niñas revelan el plan. Mientras intentan huir, la señorita Hannigan y Rooster son interceptados a la llegada del presidente Franklin D. Roosevelt junto con su Servicio Secreto. El presidente lee los papeles que identifican a la señorita Hannigan, Rooster y Lily, lo que les lleva a ser arrestados. Hannigan es llevada a un hospital psiquiátrico como la mente maestra criminal detrás del complot de Rooster, lo que hace que su orfanato finalmente cierre.
El presidente Roosevelt le presenta a Annie la evidencia de que sus verdaderos padres son en realidad David y Margaret Bennett, quienes murieron cuando Annie era todavía un bebé, lo que explica por qué nunca regresaron a buscarla. Aunque Annie está triste por la muerte de sus padres, se alegra al saber que sus padres la amaban, mientras que Daddy Warbucks la adopta oficialmente. El presidente Roosevelt asegura un final feliz para todos al prometer que cada una de las huérfanas serán adoptadas por una familia estable y feliz. Daddy Warbucks y Grace se comprometen, y Annie vive feliz con sus nuevos padres y su perro Sandy.

## Reparto
- Victor Garber como Oliver «Daddy» Warbucks
- Alicia Morton como Annie Bennett
- Audra McDonald como Grace Farrell
- Kathy Bates como Agatha Hannigan
- Alan Cumming como Daniel Francis «Rooster» Hannigan
- Kristin Chenoweth como Lily St. Regis
- Erin Adams como Tessie
- Sarah Hyland como Molly
- Lalaine como Katherine
- Nanea Miyata como July
- Marissa Rago como Pepper
- Danielle Wilson como Duffy
- Dennis Howard como Franklin D. Roosevelt